# Ronald Finn
Ronald Finn (* 12. Juni 1930 in Liverpool; † 21. Mai 2004) war ein britischer Mediziner.
Finn studierte Medizin in Liverpool mit dem M.D. 1954. Er absolvierte seine klinische Ausbildung am Sefton General Hospital und der Liverpool Royal Infirmary und wurde 1958 Mitglied des Royal College of Physicians.
Er entdeckte 1960 in Liverpool mit Cyril Clarke (seinem Lehrer, bei dem er 1961 promoviert wurde mit einer Dissertation über dieses Thema) eine Möglichkeit, Rhesusfaktor-Unverträglichkeit zwischen Mutter und Kind (siehe Morbus haemolyticus neonatorum) durch die Gabe von Rhesusfaktor-Antikörpern an die Rhesus-negative Mutter zu behandeln. Er kam darauf durch die Untersuchung von Blutproben von Risiko-Schwangerschaften. Er fand, dass trotz unterschiedlicher Rhesusfaktoren bei Mutter und Kind ein Großteil keine Unverträglichkeiten entwickelte. Der Grund war, dass die Blutgruppen unterschiedlich waren und rote Blutkörperchen des Embryos beim Eintritt in den Blutkreislauf der Mutter vom Immunsystem angegriffen und zerstört wurden, so dass sich keine Antikörper gegen den Rhesusfaktor bilden konnten. Finn hatte die Idee, dass derselbe Effekt durch die Gabe von Anti-Rhesus-Antikörpern auch in den Fällen erzielt werden könnte, in denen das Blut von Mutter und Kind AB0-kompatibel war: Die roten Blutkörperchen des Embryos würden beim Eintritt in den Blutkreislauf der Mutter angegriffen und zerstört, so dass sich keine Rhesus-Sensitivität bei der Mutter ausbilden konnte, die eine Gefahr für künftige Schwangerschaften wäre. Zusammen mit Clarke (der ein Experte für Genetik war und anfangs vor allem diesen Aspekt untersuchen wollte) entwickelte er daraufhin eine entsprechende Behandlungsmethode durch Impfen. Nachdem die Idee zunächst an männlichen Patienten getestet worden war, wiesen Clarke und Finn die Wirksamkeit 1964 in einer klinischen Studie nach. Bald darauf wurde dies durch US-amerikanische Wissenschaftler (William Pollack, Vincent J. Freda, John G. Gorman), die unabhängig daran arbeiteten, bestätigt, die ebenfalls einen Impfstoff entwickelten.
1980 erhielt er dafür mit Cyril Clarke, William Pollack, Vincent Freda und John Gorman den Lasker~DeBakey Clinical Medical Research Award.
Er war später konsultierender Arzt für Nephrologie und 1986 bis 1996 Leiter der Nephrologie am Royal Liverpool Hospital.